# Commodore Motors Corporation
Commodore Motors Corporation war ein US-amerikanischer Hersteller von Automobilen.

## Unternehmensgeschichte
Das Unternehmen existierte von 1921 bis 1925 in New York City. Zwischen 1921 und 1922 stellte es Automobile her, die als Commodore angeboten wurden. Die Produktionszahl blieb gering.

## Fahrzeuge
Das Modell von 1921 wurde Six genannt. Es hatte einen Sechszylindermotor von der Continental Motors Company mit 60 PS Leistung. Der Radstand betrug 337 cm. Überliefert sind eine sportliche Limousine mit fünf Sitzen und ein sportlicher Roadster mit vier Sitzen.
1922 folgte der Four. Er hatte einen Vierzylindermotor von der Wisconsin Motor Manufacturing Company. Auch er leistete 60 PS. Fahrgestell und Radstand entsprachen dem Vorjahresmodell. Zur Wahl standen ein sportlicher zweisitziger Roadster, ein zweisitziges Cabriolet, ein viersitziges Coupé, ein viersitziger Tourenwagen und eine fünfsitzige Limousine.

## Modellübersicht
| Jahr | Modell | Zylinder | Leistung (PS) | Radstand (cm) | Aufbau                                                                                                 |
| ---- | ------ | -------- | ------------- | ------------- | --- |
| 1921 | Six    | 6        | 60            | 337           | Sports Limousine 5-sitzig, Sports Roadster 4-sitzig                                                    |
| 1922 | Four   | 4        | 60            | 337           | Tourenwagen 4-sitzig, Sports Roadster 2-sitzig, Cabriolet 2-sitzig, Coupé 4-sitzig, Limousine 5-sitzig |